# Anti-Flag
Anti-Flag (en inglés, "Anti-bandera") fue una banda de punk rock estadounidense procedente de Pittsburgh, Pensilvania. La banda ha tocado en los cinco continentes. Son conocidos por sus letras políticas e idealistas, tocando a favor de los derechos animales y apoyando a PETA; en el grupo todos son veganos, también el grupo es antisistema.
El 19 de julio de 2023, la banda publicó una actualización en su Patreon anunciando su disolución. Después de este anuncio, se eliminó su sitio web y se eliminaron las cuentas de redes sociales de la banda. Justin Sane también eliminó sus páginas personales de redes sociales. La banda no ha publicado una declaración oficial fuera de Patreon que confirme su ruptura.

## Historia
En 1988 en respuesta a la escena anarcopunk de Glenshaw en Pensilvania, en la que muchos de sus partidarios proclaman ser "antifascistas", Justin Sane, Pat, Lucy Fester formaron una banda llamada Anti-Flag, con bases ideológicas de lucha en contra de la religión, el fascismo, y el militarismo. Este primer intento se disolvió en poco menos de un año.
En 1993 tras tocar en varias bandas Pat y Justin Sane deciden retomar un proyecto propio. En busca de un bajista se encuentran con Andy Flag, un antiguo conocido al que llamaron para unirse al proyecto, decidiéndose a usar nuevamente el nombre de Anti-Flag. Comenzaron a tocar por diversos lugares; finalmente en el verano de 1995 dieron una gira por todo Estados Unidos. Sin embargo, problemas en la banda harían que Andy la dejara en 1996. Sería reemplazado por Sean, el bajista de The Bad Genes. También se les uniría Chris Head (con el que editaron "Die for the Government"), pero que era guitarrista y no bajista. Decidieron que fuera 2ª guitarra, y buscar alguien más como bajista. Finalmente encuentran a Jamie Cock, pero no pudo mantenerse como un miembro permanente hasta 1999. Estando nuevamente sin bajista, un fanático les pide que lo dejen ocupar ese puesto: Chris #2, con quien graban "A New Kind of Army", y Tom Morello le invita a un tour con Rage Against the Machine.
En el 2000 deciden iniciar su propio sello (A-F Records) que lanza una reedición de uno de los primeros vinilos de la banda, "Their system doesn't work for you". También participan en el Warped Tour, y después graban en Iguana Studios "Underground Network" que sale a inicios del 2001.
En este mismo año se edita el disco en vivo "Mobilize" en el que comparten escenario con muchas de las bandas del Mobilize for Peace tour del 2002, como Strike Anywhere, Thrice, Against all authority. En 2002 salen de gira por Europa con Millencolin, y luego hacen sus primeros conciertos en Japón.
En 2003 editan su disco más aclamado hasta el momento, "The Terror State". Anti-Flag realiza un acto estelar en el HellFest de 2003 y de 2004. En el año 2005 la banda firma un contrato con el sello RCA, con el cual editaron su nuevo álbum "For Blood and Empire", en 2006.

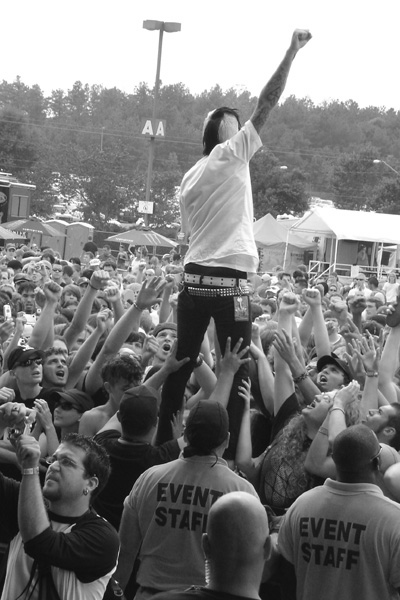
La banda durante una actuación.

El 1 de abril de 2008 lanzan mundialmente "The Bright Lights of America" con su sencillo del mismo nombre. Después presentan una sencillo Turn Your Back, a dueto con Billy Talent. Un año después editan el álbum The People or the Gun, el cual sale a la venta en junio de 2009 a través del sello SideOneDummy Records.
Tres años más tarde, en marzo de 2012 el grupo publicó el álbum "The General Strike". En mayo de 2015 se da a conocer "American Spring", el último trabajo de la banda. Fue publicado a través de Spinefarm Records, y cuenta con las colaboraciones de Tim Armstrong y Tom Morello.

## Críticas
El nombre de la banda ya ha sido objeto de numerosas críticas. Algunos creen que el nombre indica un sentimiento antiamericano pero, en concordancia con las declaraciones en su disco A New Kind of Army, «Anti-Flag no significa anti-América. Anti-Flag significa antiguerra, significa que toda la gente del mundo estaría mejor viviendo en paz y unidad. Anti-Flag significa estar en contra de corporaciones que daña a millones de personas mientras beneficia a los extremadamente ricos. Anti-Flag significa pelear en contra del nacionalismo. Anti-Flag significa unidad».
Otra crítica ha sido su decisión de firmar con RCA que es una parte de Sony BMG, una gran corporación. Algunos fanes encuentran esta decisión hipócrita dadas las letras de sus numerosas canciones anticapitalismo. Estas críticas hablan de una contradicción entre el lanzamiento de su álbum titulado Underground Network y la firma con una gran compañía.
En una entrevista con el periódico inglés The Guardian Justin Sane declaró que habían firmado con una gran discográfica porque iban a tener pleno control sobre lo que grababan, con quiénes iban en tour, etc. No serían censurados, y en palabras de Justin: "Si hay alguna posibilidad de que seamos oídos a mayor escala es esta. Llevamos siendo una voz en el desierto demasiado tiempo".

## Miembros
- Justin Sane - guitarra y voz
- Chris #2 (Chris Barker) - bajo y voz
- Chris Head - guitarra rítmica y coros
- Pat Thetic - batería

Ex-miembros
- Lucy Fester - bajo (1988 a 1989)
- Andy Flag (Andy Wright) - bajo y voz (1993 a 1996)
- Jamie Cock - bajo (1998 a 1999)

## Discografía

### Álbumes de estudio
- Die for the Government (1996). New Red Archives
- A New Kind of Army (1999). Go-Kart Records/A-F Records
- Underground Network (2001). Fat Wreck Chords
- The Terror State (2003). Fat Wreck Chords
- For Blood and Empire (2006). RCA Records
- The Bright Lights of America (2008). RCA Records
- The People or the Gun (2009). SideOneDummy
- The General Strike (2012). SideOneDummy
- American Spring[4] (2015). Spinefarm Records
- American Fall (2017).Spinefarm Records
- 20/20 Vision (2020).Spinefarm Records
- Lies They Tell Our Children (2023).Spinefarm Records

### EP
- Kill Kill Kill (1995)
- Live at Fireside Bowl (2003)
- A Benefit for Victims of Violent Crime (2007)
- Which Side Are You On (2009) SideOneDummy
- The Second Coming of Nothing (2010) Paper + Plastic Records
- Complete Control Recording Sessions (2011)
- 20 Years of Hell Vol. I (2013)
- 20 Years of Hell Vol. II (2013)
- 20 Years of Hell Vol. III (2013)
- 20 Years of Hell Vol. IV (2014)
- 20 Years of Hell Vol. V (2014)
- 20 Years of Hell Vol. VI (2014)

### Otros álbumes
- Their System Doesn't Work For You (1998)
- Mobilize (2002)
- A Document Of Dissent: 1993-2013 (2014)

### Dúos (Split)
- Rock'n with Father Mike (1993)
- Reject (1996)
- God Squad / Anti-Flag (1996)
- North America Sucks!! (1996)
- I'd Rather Be In Japan (1997)
- The Dread / Anti-Flag (1998)
- BYO Split Series Vol IV (2002)
- Rise Against / Anti-Flag (2009)
- Hostage Calm/Anti-Flag (2013)

### DVD
- Death of a Nation (2004)

### Sencillos
- "Turncoat" (2003)
- "Death of a Nation" (2004)
- "Post-War Breakout" (2004)
- "The Press Corpse" (2006)
- "1 Trillion Dollar$"(2006)
- "This Is the End (for You My Friend)" (2006)
- "War Sucks, Let's Party"(2006)
- "Emigre"(2006)
- "The Bright Lights of America" (2008)
- "The Mordern Room Burning" (2008)
- "Turn Your Back" Con Billy Talent (2008)
- "When All The Lights Go Out" (2009)
- "Sodom, Gomorrah, Washington D.C."(2009)
- "Queens and Kings" (2010)
- "The Neoliberal Anthem" (2012)
- "This Is the New Sound" (2012)
- "Bacon" (2012)
- "Fabled World" '(2015)
- "Sky is Falling" (2015)

Punk

### Vídeos musicales
- 2003: "Turncoat" de The Terror State
- 2004: "Death of a Nation" de The Terror State
- 2004: "Post-War Breakout" de The Terror State
- 2006: "The Press Corpse" de For Blood and Empire
- 2006: "1 Trillion Dollar$" de For Blood and Empire
- 2006: "This Is the End (for You My Friend)" de For Blood and Empire
- 2006: "War Sucks, Let's Party" de For Blood and Empire
- 2008: "The Bright Lights of America" de The Bright Lights of America
- 2008: "The Modern Rome Burning" de The Bright Lights of America
- 2009: "When All The Lights Go Out" de The People Or The Gun
- 2010: "The Economy Is Suffering...Let It Die" de The People Or The Gun
- 2012: "This is the New Sound" de The General Strike
- 2013: "Broken Bones" de The General Strike
- 2015: "Brandenburg Gate" de American Spring